# ホテルクラウンパレス浜松
ホテルクラウンパレス浜松（ホテルクラウンパレスはままつ）は、ホテルマネージメントインターナショナル株式会社の運営する、浜松市中央区にあるシティホテルである。

## 概要
かつては浜松名鉄ホテル（はままつめいてつホテル）という名称の、名鉄グループの株式会社浜松名鉄ホテルが運営するホテルであった。2009年（平成21年）12月4日、伊良湖ガーデンホテルを運営する株式会社伊良湖リゾートと共にホテルマネージメントインターナショナルが買収し、HMIグループのホテルとなった。

## 沿革

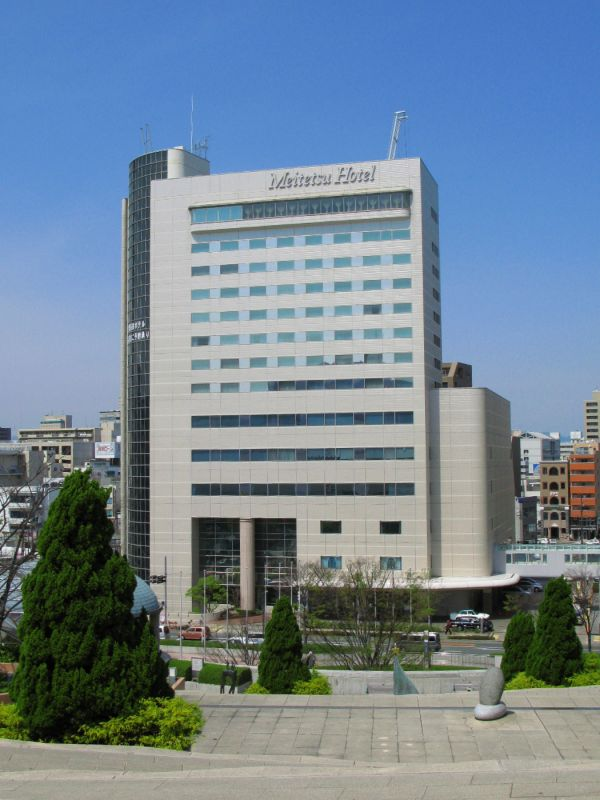
「浜松名鉄ホテル」時代の画像

1988年（昭和63年）に駅前の利便性と名鉄グループのホテル運営ノウハウを活用したシティホテルとして建設された。敷地は1985年（昭和60年）の浜松駅前再開発事業によって移転した旧・新浜松駅の場所である。
2010年（平成22年）3月1日よりホテルを現名称に変更した。
2024年8月28日、HMIは、IHGホテルズ&リゾーツとの提携を発表し、「ホテルクラウンパレス浜松」を「ANAクラウンプラザホテル浜松」にリブランドすることを明らかにした。大規模改装のうえ2026年上半期に開業予定。